# 瑪爾倫·羅伊塞爾
瑪爾倫·羅伊塞爾（德語：Marlen Reusser，1991年9月20日—），瑞士自行車運動員，她代表瑞士隊參加了日本舉行的2020年夏季奧林匹克運動會，並且在女子個人計時賽上獲得銀牌。

## 早年生活和職業
Marlen Reusser 出生於瑞士耶根斯托夫並且在愛蒙塔爾的農民家庭中長大。小時候學習小提琴並參加了伯爾尼藝術大學的藝術支持計劃。在學校期間，她開始參與跑步，但因幾次腳踝受傷，她轉而練習游泳和騎自行車。
2008 至 2009 年間，她擔任伯恩青年綠黨主席。畢業後，她繼續學習醫學，並擔任外科助理醫生。 2017 年至 2018 年，她在愛蒙塔爾綠黨董事會中擔任成員。在備戰 2018 年世界公路錦標賽期間，她在因斯布魯克的朗瑙醫院兼職擔任醫生。

## 職業生涯
Reusser 的職業生涯始於2017。多年來，她曾效力於多支車隊，以其出色的計時賽能力和在單日賽以及分段賽中的強勁表現而聞名。她在個人和團隊計時賽中的優異表現贏得了騎行界的讚譽和尊重。

## 主要成績
- [2023]：贏得 環瑞士自行車賽 總冠軍。[2]

## 個人生活
Marlen Reusser 以其對騎乘的熱情和對運動的承諾而聞名。她積極參與各種社區和慈善活動，利用自己的平台推廣騎行，並鼓勵年輕運動員。